# Leandra lacunosa
Leandra lacunosa är en tvåhjärtbladig växtart som beskrevs av Célestin Alfred Cogniaux. Leandra lacunosa ingår i släktet Leandra och familjen Melastomataceae. Inga underarter finns listade i Catalogue of Life.